# Macedònia Occidental
Macedònia Occidental (grec: Περιφέρεια Δυτικής Μακεδονίας) és una de les tretze perifèries o regions de Grècia, i ocupa la part occidental de Macedònia, al nord del país. La capital de la regió és la ciutat de Kozani.